# Palais Concert
El Palais Concert fue un célebre café-cine-bar ubicado en la intersección del Jirón de la Unión y de la avenida Emancipación en el distrito de Lima, Perú. La firma de ingenieros que se encargó del proyecto fue la del célebre ingeniero y arquitecto francés Gustave Eiffel. 
Inaugurado en 1913, el Palais fue importante por reunir a la sociedad intelectual limeña de aquella década, representada en la persona del escritor Abraham Valdelomar (1888-1919) a quien se le adjudicaría la creación de la frase sobre el centralismo limeño que formaría parte de la tradición oral limeña, aunque no exista una fuente escrita que señale que él la pronunciase:

El Perú es Lima, Lima es el Jirón de la Unión, el Jirón de la Unión es el Palais Concert y el Palais Concert, soy yo.

Entraría en decadencia en la década de 1920, hasta cerrar sus puertas el año 1930.

## Historia

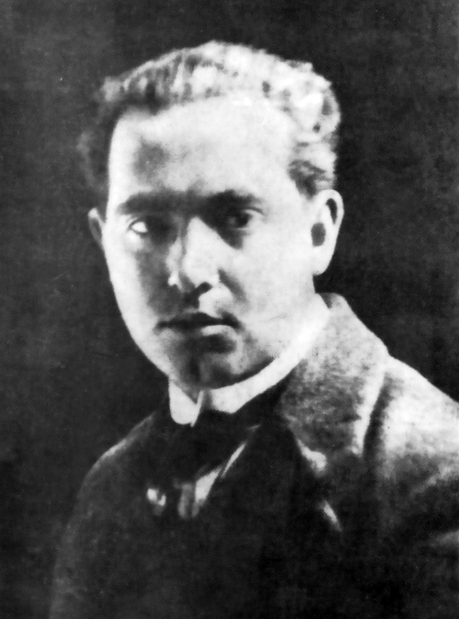
Abraham Valdelomar frecuentaba, junto con otros intelectuales, lo que en antaño era el bar-café.

El Palais Concert o Casa Barragán fue mandado a construir por Genaro Barragán Urrutia, acaudalado hacendado; tenía por objeto construir uno de los edificios más lujosos de Lima. En el primer piso se levantó la Confitería-Bar y en el sótano una gran sala que albergaba un teatro y uno de los primeros cines de Lima; el segundo y tercer piso era la residencia de la familia Barragán. 
El martes 29 de febrero de 1913, a las 6 de la tarde, en el local de la esquina de la antigua calle Baquíjano, se inauguró el Palais Concert, como imitación del Café de la Paix de París. Hecho a todo lujo y gusto, esta confitería y bar tenía cine, teatro de variedades y una orquesta femenina compuesta por señoritas que tocaba valses vieneses. La decoración era extraña para los limeños de entonces: profusión de luces eléctricas, espejos en las columnas y paredes, lunas en blanco y amarillo que separaban los ambientes, puertas y ventanas con lunas vitró, escaleras de mármol y palcos bien alumbrados. La ceremonia de inauguración estuvo presidida por el entonces alcalde de Lima Nicanor Carmona Vílchez, quien después de pronunciar un breve discurso brindó con champán. El local, con sus modernas máquinas, fabricaba sus propios helados, pastas y confituras. Desde el día de su inauguración, el local se convirtió en el principal punto de encuentro de la sociedad limeña y su aforo era desbordado cuando se recibía el Año Nuevo. Según la revista Variedades, la pobre "vida nocturna" de entonces mejoraría notablemente con la apertura del Palais Concert, lugar de encuentro social e intelectual de Lima.
Rosa Barragán hija de Genaro Barragán, constructor, del Palais Concert contrajo matrimonio el 27 de diciembre de 1919 con el ilustre piurano Luis Antonio Eguiguren en la capilla del edificio. El matrimonio fue celebrado por el entonces Arzobispo de Lima, Mons. Emilio Lissón. Entre los testigos de la boda estuvo don Augusto Pérez Araníbar y don Pedro Oliveira quien en 1897, fue uno de los fundadores del Banco Internacional del Perú.
De un estilo afrancesado, el Palais Concert sirvió como punto de reunión del Grupo Colónida, agrupación de literatos liderados por Valdelomar que editaron la Revista Literaria Colónida, que fuera calificada por el importante escritor marxista José Carlos Mariátegui como "vagamente iconoclasta, imprecisamente renovadora". Asimismo, José Carlos Mariátegui y César Vallejo fueron otros de los escritores que frecuentaban el Palais Concert. Su ubicación, justo enfrente de la llamada "Casona Jiménez" (Jr. de la Unión 701, casona declarada monumento por Resolución Ministerial 0928-ED del 23 de julio de 1980), propició asimismo numerosos encuentros de carácter social entre los intelectuales en dicha casona, todos amigos y colaboradores del periodista y luego diplomático consular Carlos Pérez Cánepa fundador y dueño de los semanarios de publicación nacional Suramérica y Lulú, en cuyas páginas publicaron los escritos de todos los intelectuales ya mencionados, a saber, Valdelomar, Mariátegui y Vallejo, así como Leonidas Yerovi (fundador del semanario cómico Monos y Monadas), el poeta José Santos Chocano y otros escritores de la época.

### Reconversión
En los últimos años, el Palais Concert dejó de ser un lugar cultural para pasar a ser comercial, pues en él se instalaron tiendas, pollerías, zapaterías y hasta una discoteca en el sótano llamada “Discoteca Cerebro”, la cual fue clausurada en 2009.
En el año 2011, la tienda detallista Ripley afirmó invertir $8 millones en el proyecto de reacondicionamiento de los ambientes del celebérrimo local y posterior compra de mercadería para convertirla en una tienda por departamentos.
En abril de 2011, un grupo de activistas, tras registrar en vídeo el inicio de las obras de construcción de Ripley sin tener el proyecto aprobado, en acción de protesta creó un colectivo llamado Red del Patrimonio Cultural, que a través de su iniciativa Salvemos el Palais Concert busca concientizar a la ciudadanía sobre el valor intrínseco y el significado de este monumento para la historia del Perú. Por otro lado, proponen que el Palais Concert sea destinado como lo que fue originalmente, un centro de cultura y arte para el centro histórico de Lima.
En octubre de 2012, el Palais Concert fue reabierto convertido en una tienda Ripley.

## Galería

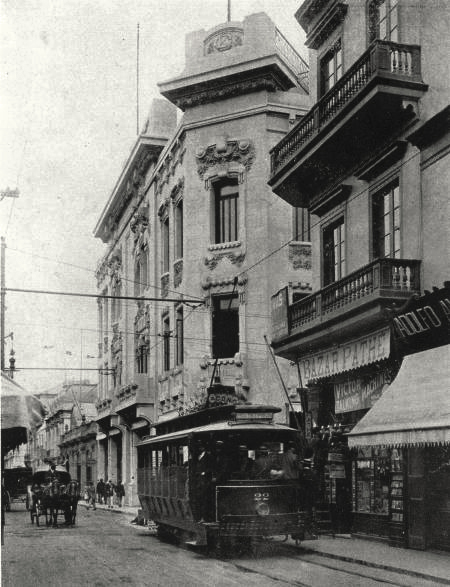
En 1912
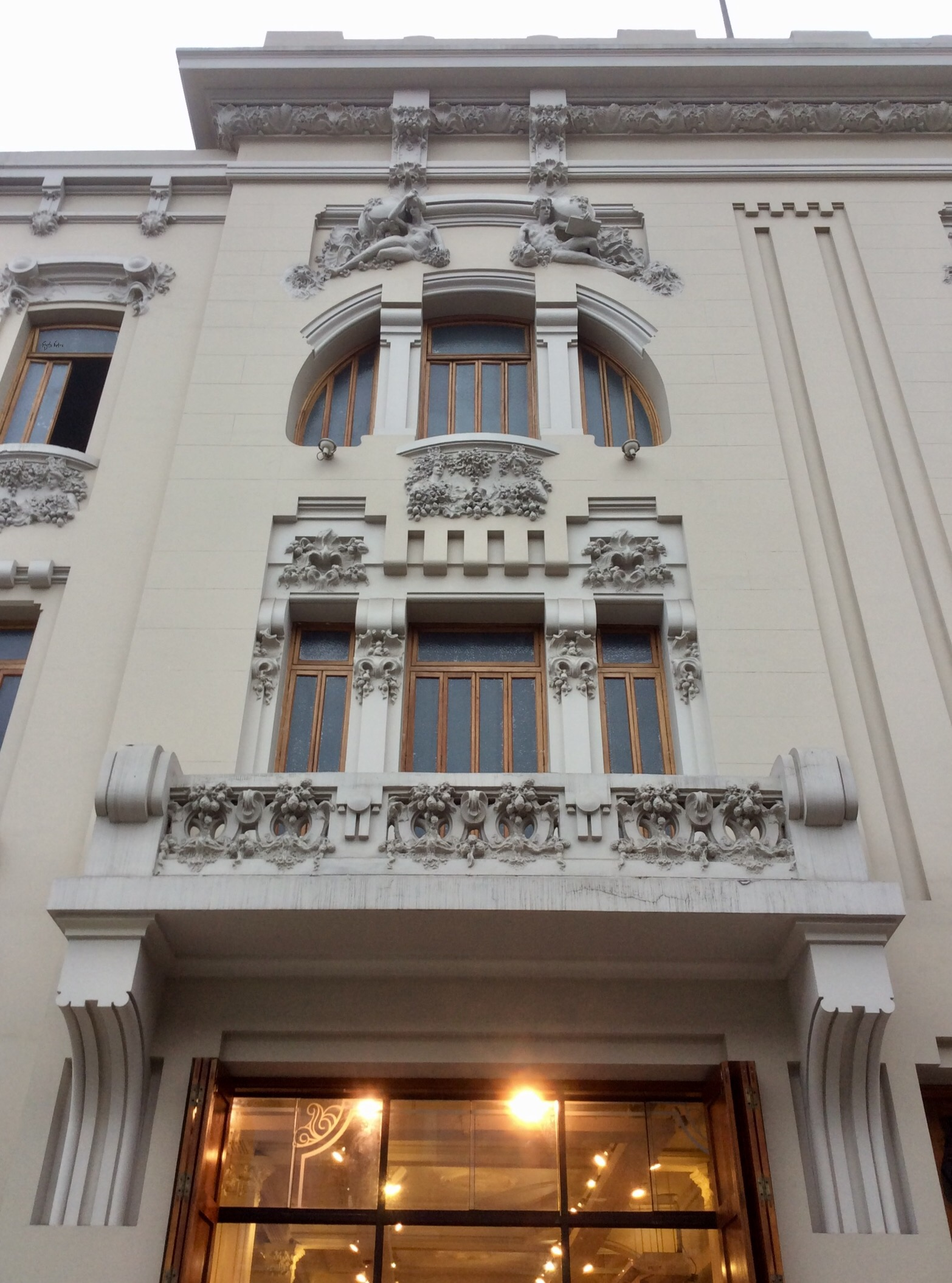
Ventanales